# Contre-la-montre par équipes féminin aux championnats du monde de cyclisme sur route 2017
Le contre-la-montre par équipes féminin des championnats du monde de cyclisme sur route 2017 a lieu le 17 septembre 2017 à Bergen, en Norvège. Le parcours est tracé sur 42,5 kilomètres. L'épreuve est remportée par l'équipe Sunweb.

## Parcours
La course commence à Askøy et se termine au centre de Bergen. Le parcours est tracé sur 42,5 kilomètres et comprend deux ascensions: Loddefjord (600 m à 10 % en moyenne) et Birkelundsbakken (3 km à 6% en moyenne).

## Qualification des équipes
Selon le système de qualification fixé par le comité directeur de l'Union cycliste internationale, une invitation est adressée aux « quinze premières équipes féminines UCI du classement par équipes UCI Femmes Elite au 15 août 2017. [...] Les équipes féminines UCI de la nation organisatrice UCI non encore invitées pourront prendre part à l’épreuve. La Commission Route UCI se réserve le droit d’accepter jusqu’à 10 requêtes de participation pour des équipes UCI non encore invitées. »
Quinze équipes sont ainsi invitées : Ale Cipollini, Bepink Cogeas, Boels Dolmans, BTC City Ljubljana, Canyon SRAM, Cervélo-Bigla, Cylance, Drops, FDJ-Nouvelle-Aquitaine, Hitec Products, Sunweb, Orica-Scott, UnitedHealthCare, Wiggle High5 et WM3.

## Équipes
| Équipes féminines professionnelles (9)- BePink Cogeas - Boels Dolmans - BTC City Ljubljana - Canyon-SRAM - Cervélo Bigla - FDJ-Nouvelle Aquitaine-Futuroscope - Hitec Products - Sunweb - Virtu Cycling Women |
| |

## Classement
| Rang | Équipe                             | Coureuses                                                                                           | Temps        |
| ---- | ---------------------------------- | --------------------------------------------------------------------------------------------------- | ------------ |
| 1re  | Sunweb                             | Lucinda Brand Leah Kirchmann Floortje Mackaij Coryn Rivera Sabrina Stultiens Ellen van Dijk         | 55 min 41 s  |
| 2e   | Boels Dolmans                      | Chantal Blaak Karol-Ann Canuel Megan Guarnier Christine Majerus Amy Pieters Anna van der Breggen    | + 12 s       |
| 3e   | Cervélo Bigla                      | Stephanie Pohl Lisa Klein Clara Koppenburg Lotta Lepistö Cecilie Uttrup Ludwig Ashleigh Moolman     | + 28 s       |
| 4e   | Canyon-SRAM Racing                 | Hannah Barnes Lisa Brennauer Elena Cecchini Mieke Kröger Alexis Ryan Trixi Worrack                  | + 1 min 05 s |
| 5e   | Virtu                              | Claudia Koster Christina Siggaard Pernille Mathiesen Amber Neben Sara Penton Linda Villumsen        | + 2 min 52 s |
| 6e   | FDJ-Nouvelle Aquitaine-Futuroscope | Aude Biannic Coralie Demay Eugénie Duval Roxane Fournier Shara Gillow Roxane Knetemann              | + 3 min 23 s |
| 7e   | BTC City Ljubljana                 | Polona Batagelj Maaike Boogaard Eugenia Bujak Corinna Lechner Hanna Nilsson Urša Pintar             | + 3 min 47 s |
| 8e   | BePink Cogeas                      | Alison Jackson Francesca Pattaro Katia Ragusa Ilaria Sanguineti Silvia Valsecchi Olga Zabelinskaya  | + 4 min 07 s |
| 9e   | Hitec Products                     | Charlotte Becker Miriam Bjørnsrud Simona Frapporti Cecilie Gotaas Johnsen Nina Kessler Thea Thorsen | + 4 min 59 s |

## Réactions
La formation Sunweb n'ayant pas gagné de contre-la-montre par équipes de l'année, leur victoire est une surprise. Elle a été deuxième du contre-la-montre par équipes au Tour d'Italie et quatrième à l'Open de Suède Vårgårda. Ellen van Dijk que cette contre-performance a permis à l'équipe de progresser. À l'inverse, l'équipe Boels Dolmans partait favorite. Elle est passée au sommet de la côte en tête et a perdu vingt-sept secondes de ce point à l'arrivée face à Sunweb. Danny Stam se montre déçu mais exprime son respect pour le travail effectué par la formation Sunweb.